# Массовые убийства в Жестяной Горке

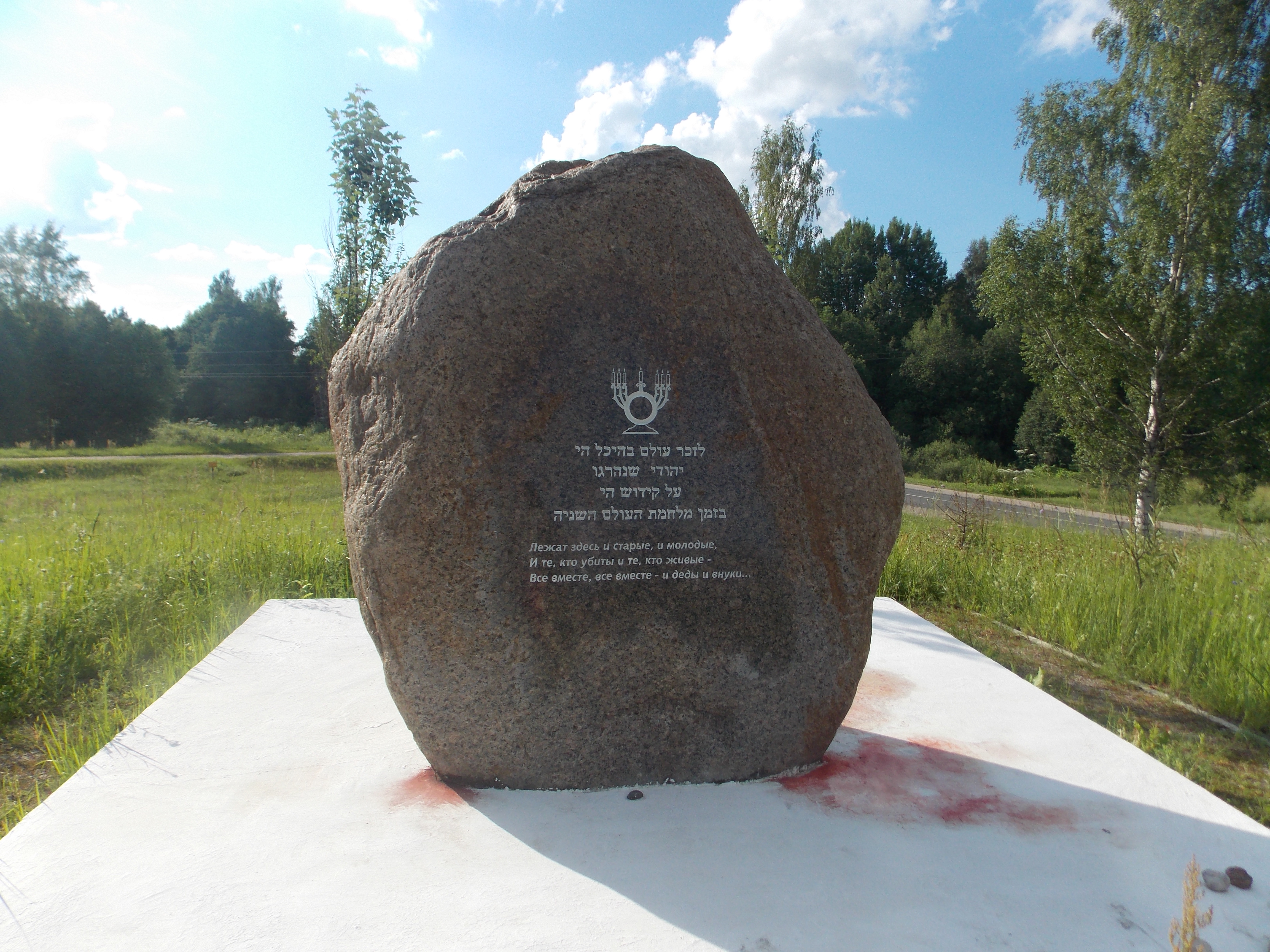
Памятный знак в окрестностях деревни Жестяная Горка

Ма́ссовые уби́йства в Жестяно́й Го́рке — акции истребления русских и других советских граждан разных национальностей, пола и возраста во время нацистской оккупации Новгородской области СССР, совершённые силами карательных соединений шуцманшафта возле деревень Жестяная Горка и Чёрное. В результате этих акций сразу после окончания оккупации была документально установлена гибель 3700 человек в шести различных местах казней, а в 2019 году поисковая экспедиция «Долина» обнаружила ещё одно захоронение, где покоились останки 42 человек, в том числе трех детей и беременной женщины. В ходе раскопок количество найденных жертв увеличилось до 500.
Территория захоронений на 2019 год охватывала 1,5 гектара, запланированы раскопки на более широкой территории в 32 гектара, по которым имеются свидетельства о наличии захоронений.

## Место казней
По свидетельствам местных жителей, в Жестяную Горку и Чёрное во время нацистской оккупации свозили военнопленных, партизан, мирных жителей для уничтожения из Новгородского, Оредежского, Батецкого, Лужского, Гатчинского районов, то есть с территорий современных Ленинградской, Новгородской и Псковской областей. Это позволило называть Жестяную Горку новгородским Освенцимом. Совершённые там массовые казни зафиксированы ещё в декабре 1944 года в акте Чрезвычайной государственной комиссии по установлению и расследованию злодеяний немецко-фашистских захватчиков № 582. В этом документе отмечалось: «Находившийся в названной деревне отряд карателей на протяжении времени с октября 1941 г. по 1943 г. производил массовые аресты и расстрелы советских граждан, коммунистов, советских активистов и военнопленных красноармейцев… Жертв немцы привозили из Новгородского, Оредежского, Батецкого, Лужского, Гатчинского районов». Доктор исторических наук, профессор Санкт-Петербургского института истории РАН Борис Ковалёв подтверждает, что в 1942 году возле Жестяной Горки был организован своеобразный лагерь, где привезённые люди не жили более 2-3 дней и подлежали уничтожению.
28 января 1944 года Красная армия освободила Батецкий район, после чего открылись страшные факты: во время оккупации его население было практически истреблено. Из 29 тысяч человек, проживавших там до войны, прихода Красной армии дождались только 5 тысяч. Более 21 тысячи были угнаны на работу в Германию, несколько тысяч казнены.
За годы оккупации в районе были сожжены 4,4 тысячи жилых домов, все промышленные предприятия и сельхозпостройки, в том числе 16 мельниц и 36 кузниц, уничтожены 45 школ.

## Работа следственной комиссии
После освобождения деревни была организована работа Чрезвычайной государственной комиссии по расследованию военных преступлений оккупантов. Она обнаружила в указанных свидетелями 6 местах массовых казней останки людей со следами насильственной смерти и тяжких телесных повреждений в количестве трех тысяч семисот человек (соответственно в Жестяной Горке 2600 человек и в Чёрном 1100 человек).
Согласно заключению об эксгумации тел от 15-16 ноября 1947 г., «смерть граждан насильственная и последовала от полученных ими тяжких смертельных телесных повреждений — сквозных огнестрельных пулевых ранений головы, шеи, груди, повреждений головы тупыми тяжелыми предметами и остро режущим и рубящим оружием, а также переломом реберных дуг, часто множественных, причиненных какими-то тупыми предметами… Найденные повреждения и, в частности, пулевые, как боевую травму следует исключить. Расположение входных пулевых отверстий в громадном большинстве случаев на затылочной части головы указывает на специальные выстрелы — расстрелы… На большом количестве трупов найденные повреждения костей с ровными краями указывают на причинение их какими-то рубящими предметами — тесак, шашка, штык винтовки и т. д. Обнаружены трупы мужчин в возрасте от 14 до 55 лет и трупы женщин от 18 до 60-65 лет».

## Организаторы и исполнители казней
В декабре 1947 года в Новгороде прошёл суд по фактам массового истребления советских граждан, перед которым предстали начальник оккупационной зоны Новгородской области, командир 6-й пехотной дивизии вермахта, генерал Курт Герцог и 18 его подчинённых. Им инкриминировали гибель 34 тысяч человек на территории Новгородской области.
Герцог единственный из подсудимых не признал свою вину даже частично, однако на основании вещественных доказательств, показаний пострадавших и свидетелей, а также подчинённых генерала он был признан виновным в организации преступлений во время оккупации Новгородчины, в том числе расстрелов мирных жителей у деревень Жестяная Горка и Черное.
Согласно Указу Президиума Верховного Совета СССР № 39 от 19 апреля 1943 года «О мерах наказания для немецко-фашистских злодеев, виновных в убийствах и истязаниях советского гражданского населения и пленных красноармейцев, для шпионов, изменников родины из числа советских граждан и для их пособников» осуждённым полагалась смертная казнь через повешение, однако 26 мая 1947 года вышел Указ Президиума Верховного Совета СССР «Об отмене смертной казни», после чего высшая мера наказания была заменена 25 годами лишения свободы. Герцог этого срока не отсидел, он умер в лагере под Воркутой 8 мая 1948 года. Остальные осуждённые были амнистированы в 1954 году.
Массовые казни 2 немецких офицера поручали карателям — как русским, вставшим на сторону фашистской Германии, так и латышским полицейским батальонам. Состав зондеркоманды убийц, в которую входило 25-30 человек, в ходе изучения немецких документов был выявлен поимённо. В нём 20 фамилий уроженцев или жителей Латвийской ССР: латыши Рудольф Гроте, Карл Лацис, Артур Кривиньш, Харис Лиепиньш, Янис Цирулис, Альфонс Удровскис, Эрих Бухрот, Бруно Загерс (Цагерс), Адольф Клибус, Николай Крумин, Эгон Бедман, русские Андрей и Олег Климовы, Георгий и Александр Яковлевы, Порфирий Беляев (мог скрываться под фамилией матери как Пауль Стурис), Евгений Рагель-Метцвальд, Сергей Корти, Андрей Столяров, Николай Полозов. Список был составлен в 1967 году и в нём не указано, наказаны ли виновные, многие из которых нашли убежище за рубежом.

### Каратели[5]

#### Офицеры
Центральное управление по расследованию преступлений национал-социализма в Людвигсбурге (Германия) по представлению Следственного комитета РФ установило личности руководителей карательной акции.
Карл Абрам родился в Иннсбруке, во время войны руководил подразделением айнзацгруппы А СД в Новгороде, дислоцированным в деревне Жестяная Горка. После этого работал надзирателем в концлагере Аушвиц (Освенцим).
Герберт Бургдорф родился 17 апреля 1919 года в Вестфалии, считается одним из высших офицеров айнзацгруппы А в Новгороде. Его имя упомянуто в служебной переписке за подписью «командира Абрама» из населённого пункта Жестяная Горка от 28 апреля 1942 года. Бургдорф был убит 10 мая 1945 года.
Цирулис, Янис (16.11.1910- 18.11.1979) родился в Валке. Окончил гимназию Цимзе и выбрал офицерскую карьеру, получив в офицерской школе в 1936 году звание старшего лейтенанта. Присоединение Латвии к СССР встретил в качестве помощника военного атташе в Эстонии, где служил, так как владел эстонским языком. Продолжил службу в 24-м территориальном стрелковом корпусе Красной армии. В первые дни Великой Отечественной войны дезертировал, после чего влился в состав «отрядов самообороны», на основе которых затем началось формирование латышских полицейских батальонов. Участвовал в карательных операциях в Новгородской области. По свидетельству очевидцев, он расправлялся с жертвами, закалывая их ножом. После этого был переведён в Латышский легион СС, став там командиром батальона. После капитуляции Германии попал в зону оккупации союзников и служил заместителем командира латышской рабочей роты при американской армии. После этого осел в ФРГ, стал одним из учредителей и активистом организации латышских ветеранов СС «Ястребы Даугавы (Даугавас ванаги)». С 1954 года был членом правления западногерманской организации «Ястребов». С 1967 по 1973 год возглавлял западногерманскую организацию и был членом центрального комитета «Ястребов». За заслуги перед организацией уже в 1960 году был награждён ее главным знаком отличия — золотым крестом. Уйдя на пенсию, переехал в Херфорд, поближе к дочери Маруте Лесине, продолжая быть членом «Ястребов» в Мюнстере (1973—1978). От имени «ванагов» шефствовал над Латышской гимназией, где учились впоследствии видные современные политики Эгил Левитс и Кришьянис Кариньш.

#### Рядовые исполнители
Удровскис, Альфонс Янович (1918 года рождения, Алуксненский район), также был военнослужащим и перешел из Латвийской армии в Красную. В первые дни войны дезертировал, затем добровольно вступил в карательное подразделение. Родственникам на побывках с гордостью рассказывал, что «наводит порядок в России». Сделал на руке татуировку знака СС, которую в конце войны пытался вывести, после чего на руке остался шрам. После окончания войны был интернирован англичанами, завербовался на работу в Канаду, где получил гражданство. Работал в отделе технического контроля компании General Motors в Торонто. Советский Союз просил власти Канады выдать военного преступника, но они ответили отказом, как и во многих аналогичных случаях.
Гроте, Рудольф Янович (1903 года рождения), уроженец Риги, до 1940 года работал зав. складом, проживал на ул. Кунгу, 14, кв.7.
Беляев, Порфирий (Пауль) Порфирьевич (1917 года рождения), из семьи белоэмигрантов. Мог скрываться в Бразилии или США под фамилией матери как Пауль Стурис.
Климов, Олег Георгиевич (1918 года рождения), уроженец Петрограда, из семьи белого морского офицера. Проживал в Канаде, вёл переписку с родственниками через брата жены Маргариты, проживавшего в США, Миннеаполисе.
Корти Сергей Александрович (1906 года рождения), уроженец города Риги, скрывался в Австралии.

## Память
У автомобильной дороги Р47 близ деревни, где находятся также и воинские захоронения красноармейцев, погибших в годы Великой Отечественной войны, 22 июня 2010 года состоялось открытие памятного знака.
В 2017 году творческая группа под руководством заслуженного артиста России Даниила Донченко при организаторской помощи Новгородского музея-заповедника подготовила сценическую реконструкцию судебного процесса над нацистскими преступниками, прошедшего в Новгороде в 1947 году. Идея была удостоена гранта президента России Владимира Путина в области культуры и искусства как проект общенационального значения. Консультантом проекта стал кандидат исторических наук Дмитрий Асташкин. Премьера документального спектакля прошла 16 и 17 декабря 2017 года, а затем 20 января 2018 года ее увидели участники празднования освобождения Новгорода от немецко-фашистских захватчиков.
Новгородский музей-заповедник и Новгородское областное телевидение подготовили передвижной вариант проекта, включающий демонстрационную видеоверсию сценической реконструкции, выставку с копиями архивных фото и подлинными музейными экспонатами, которые послужили для доказательства преступлений обвиняемых на процессе 1947 года.

## Новое расследование
В мае 2019 года Следственный комитет России возбудил дело о геноциде по статье 357 УК РФ по факту обнаружения нового массового захоронения мирных граждан в районе деревни Жестяная Горка, открытого экспедицией «Долина» Поискового движения России в ходе международного проекта «Без срока давности». Поисковым отрядом были найдены останки 42 человек, в том числе троих детей и беременной женщины. Судебно-медицинская экспертиза установила, что похороненные были убиты в 1942-43 годах.
Полномасштабное исследование мест захоронения жертв нацистских карателей продолжилось с памятного мероприятия 22 июня 2019 года. В нем участвуют Новгородское региональное отделение Поискового движения России и Следственный комитет России, в работах помогают военнослужащие 90-го отдельного поискового батальона Министерства обороны РФ.
К августу 2019 года количество обнаруженных в ходе раскопок жертв возросло до 500, на них найдены следы пыток — например, отрубленные части тел.
В ноябре 2019 года в Общественной палате РФ в рамках научно-практической конференции «Судьба солдата» была представлена книга «Забвению не подлежит: оккупация, сопротивление, возмездие», которая наиболее полно восстанавливает картину оккупации Новгородской области, в ходе которой погибло свыше 15 тысяч мирных жителей и 180 тысяч военнопленных. Их памяти и посвящена книга.
В октябре 2020 года Солецкий районный суд Новгородской области начал рассмотрение уголовного дела о геноциде в Жестяной Горке — первый судебный процесс о признании факта геноцида народов Советского Союза.